# Hôtel de préfecture du Cher
L'hôtel du département du Cher (ancien palais du duc Jean de Berry) est un bâtiment situé à Bourges, en France. Sur le plan historique, il doit ou devrait être reconnu  et renommé comme Palais de Berry[réf. nécessaire]. Il sert de lieu de réunion du conseil départemental du Cher.

## Localisation
L'édifice est situé dans le département français du Cher, sur la commune de Bourges, place Marcel-Plaisant.

## Historique
L'édifice tire son origine du palais reconstruit pour le duc Jean Ier de Berry, à la fin du XIVe siècle, par Guy de Dammartin, puis Drouet de Dammartin.
Le duc Jean de Berry est mort en 1416 et son palais devient possession de la couronne de France. Le futur roi Charles VII, dauphin de France, nommé duc de Berry en 1417, se réfugie à Bourges à l'âge de 15 ans en 1418 pour échapper aux Bourguignons qui ont envahi Paris sous les ordres du tueur Capeluche. Entouré des officiers de la couronne du Parti d'Armagnac, il réside dans le palais de Berry et fait de Bourges sa capitale. Sa résidence d'été est fixée au château de Mehun-sur-Yèvre. Son fils aîné le futur roi Louis XI est né en 1423 dans le palais de Berry à Bourges. (Toutefois, certains historiens le considèrent comme né dans l'ancien palais archiépiscopal de Bourges).
Les vestiges du palais sont classés au titre des monuments historiques le 28 octobre 1895.
Quand le duc de Berry Jean de France fait construire son palais à l'emplacement du palais royal, à proximité de la Grosse tour construite par Philippe Auguste, celui-ci comprenant trois parties :
- le Grand palais,
- le Petit palais dans l'alignement du Grand palais,
- la Sainte-Chapelle, construite perpendiculairement au grand palais. Le grand palais et la Sainte-Chapelle étaient reliés par la galerie au Cerf. Cette dernière était ouverte et possédait un grand cerf portant le blason du duc.

Le Grand palais avait été construit à cheval sur les anciens remparts gallo-romains de la ville.
La Sainte-Chapelle avait été commencée vers 1375 par Guy de Dammartin, maître général des œuvres du duc. Son frère Drouet achève les travaux après la mort de son frère vers 1398. La Sainte-Chapelle est consacrée le 18 avril 1405.Deux sinistres vont entraîner sa destruction. En 1693 un incendie entraîne des dommages sérieux, puis en 1756 une violente tempête entraîne un effondrement partiel. En 1757, l'archevêque de Bourges demande au roi l'autorisation de la démolir. Une partie importante de ce qu'elle contenait, dont le tombeau du duc Jean, est transportée dans l'église basse de la cathédrale.
Du Grand palais, les affres du temps n'ont permis de conserver qu'une partie. Un incendie en 1693 n'a laissé que les murs. On y installe les prisons royales qui deviennent départementales après la Révolution. Restauré à la fin du XIXe siècle, le bâtiment subsistant abrite la salle du duc Jean qui est le siège du conseil général du Cher.
Le duc de Berry avait acheté en 1396, à proximité du Grand palais, la maison de Louis de Sancerre, connétable de France. Louis XI l'aménage en 1468 pour en faire le “logis du roi”.
Au XVIIe siècle, l'Intendance de Berry succède au palais ducal. 
A la Révolution, le monument devient un "bien national". Il abrite alors les archives et la prison.
En 1800, avec de la création des préfectures, l'ancien palais devient officiellement l'hôtel de préfecture du Cher. Puis, au milieu du XIXe siècle, la salle du duc Jean est restaurée et accueille les séances du Conseil général.

## Galerie

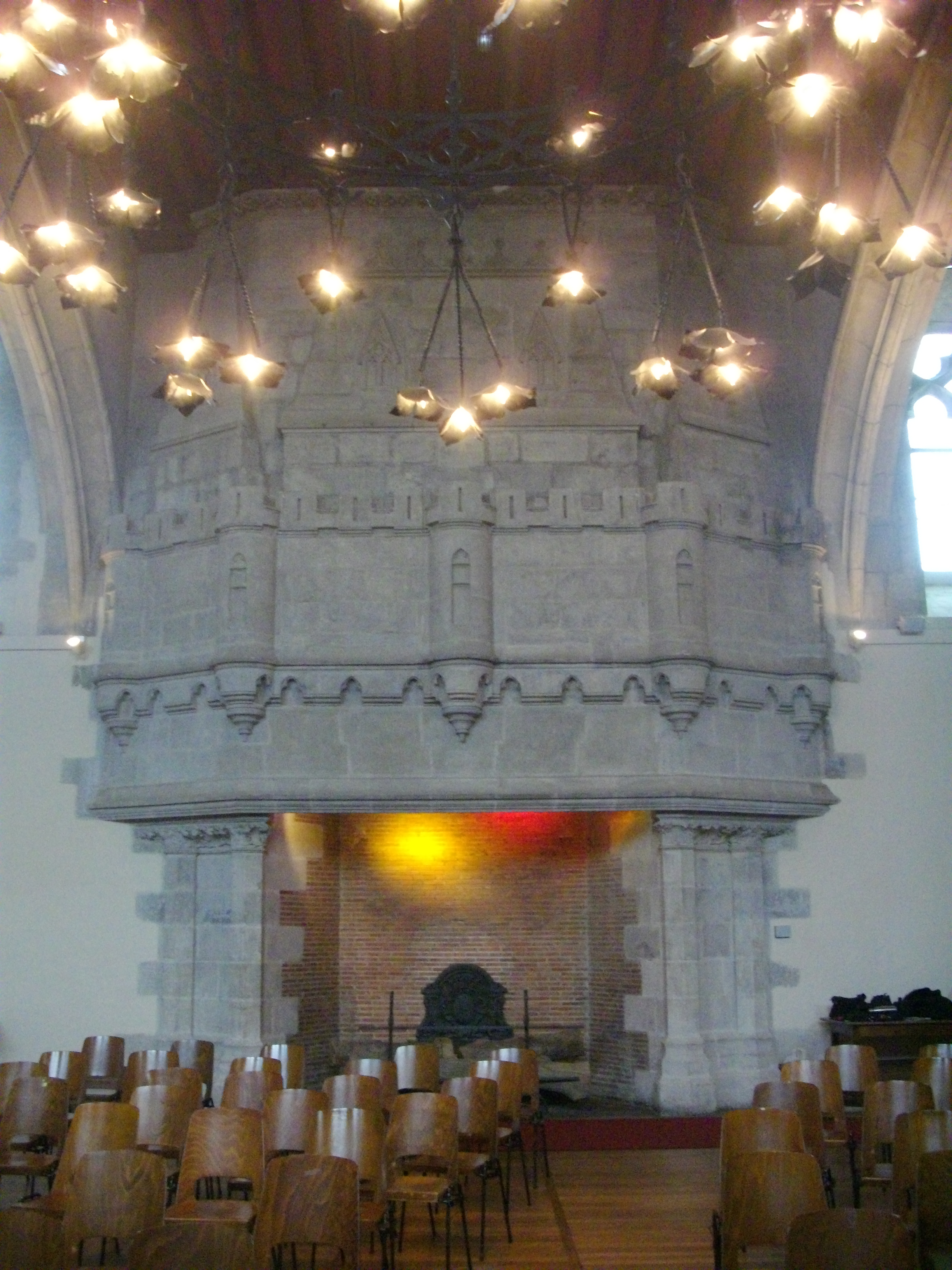
Cheminée de la salle du duc Jean, actuelle salle du conseil.
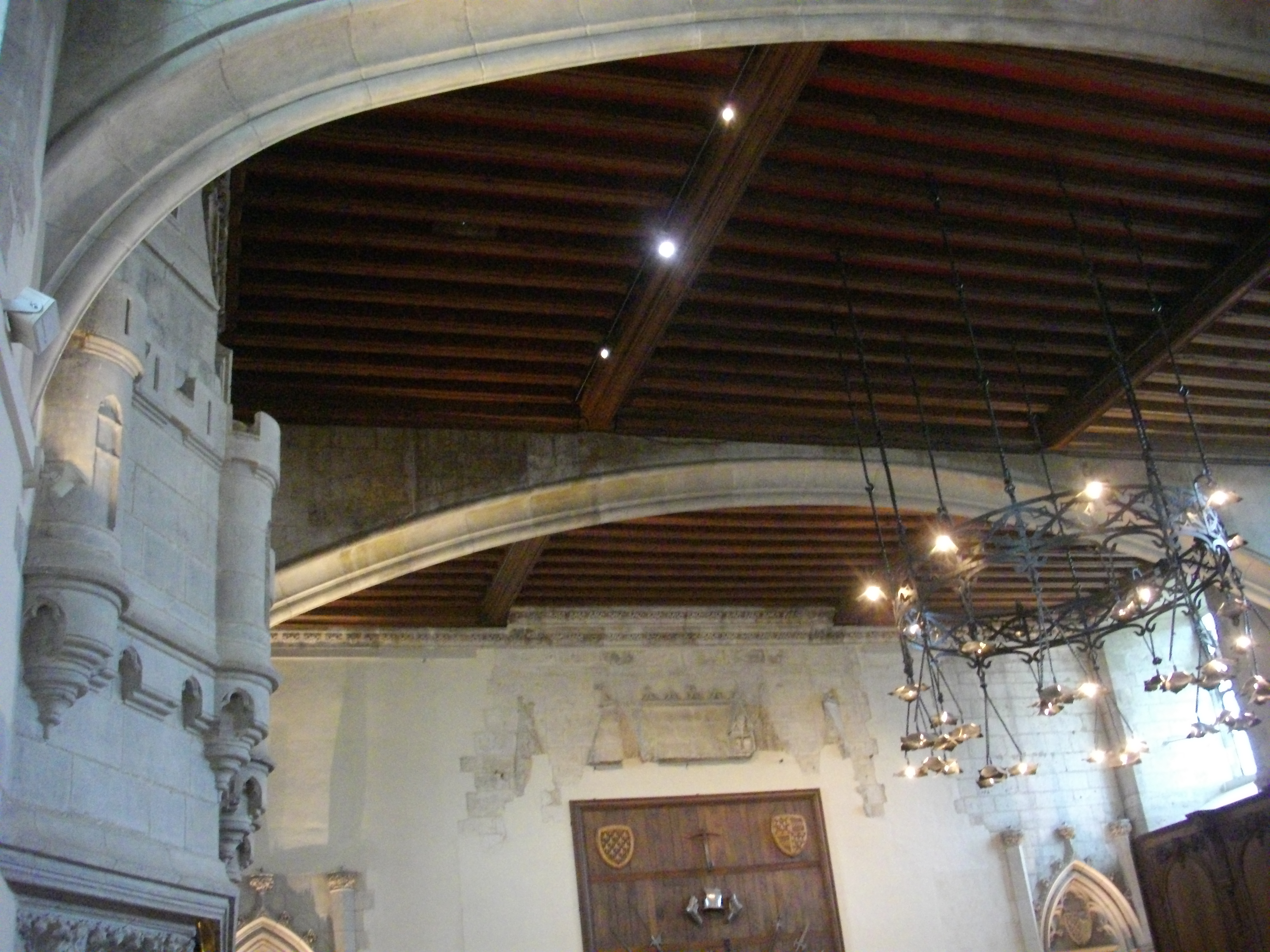
Salle du conseil.
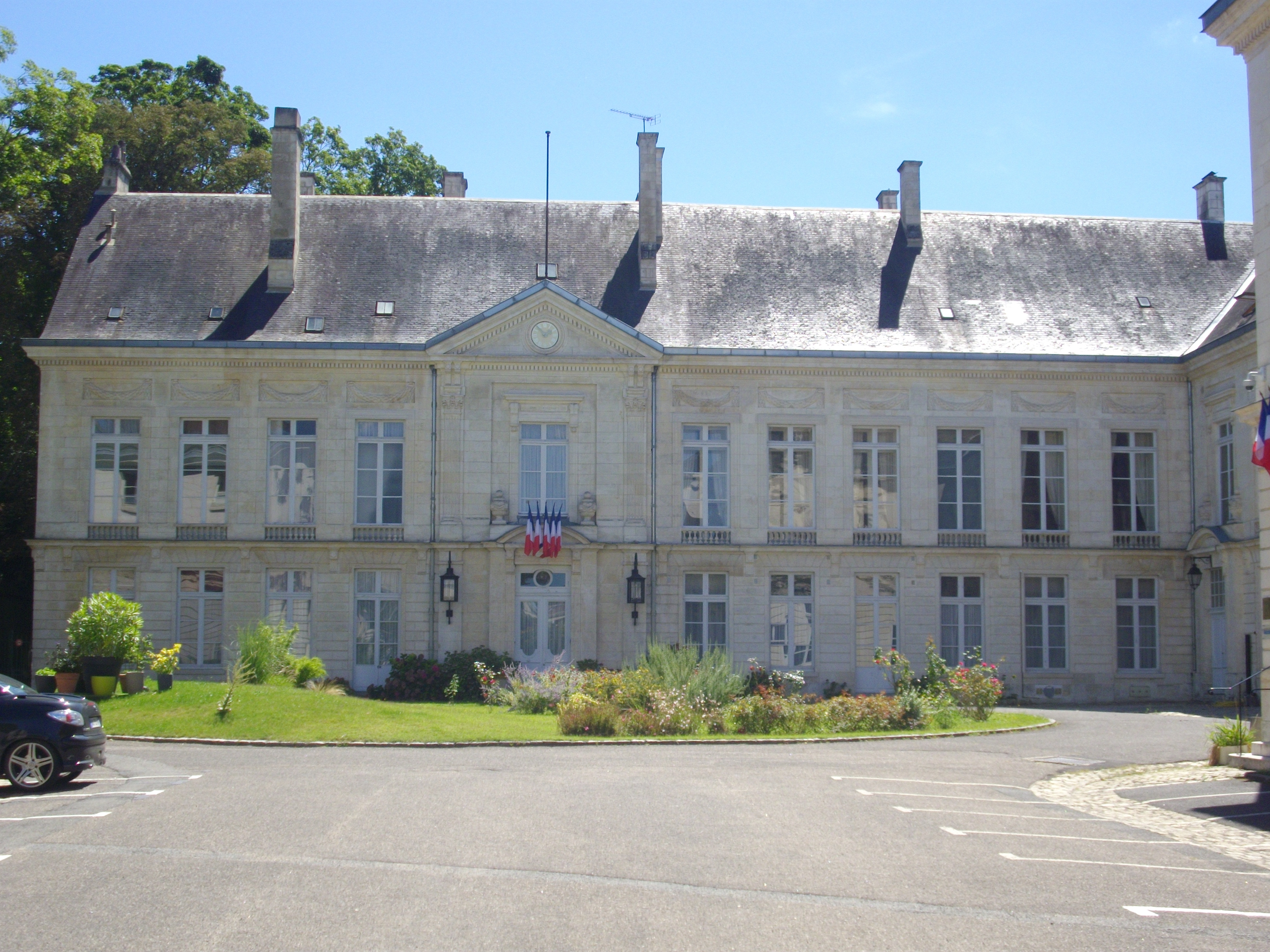
Extension du XVIIIe siècle.